# Canal Club
Canal Club era un canal de televisió espanyol dedicat a la venda de productes i serveis, comunament anomenades telebotiga, produït per Sogecable.

## Història
Va emetre per l'operador Digital+, fins que l'1 de juny del 2009, amb categoria de servei addicional, va ser llançat a la TDT per a reemplaçar Promo TV, amb el qual ja compartia continguts de concursos telefònics, dins el Multiplex 67, al costat de Cuatro, CNN+, 40 Latino, Cadena Ser, Cadena Dial i Els 40 principals, a més de Hogar 10 de laSexta.
El mes de setembre de 2010, el Ministeri d'Indústria va exigir que Mediaset España Comunicación tanquès immediatament Cincoshop, ja que va considerar que aquests grups vulneraven el límit de quatre emissions simultànies que recull la Llei General de la Comunicació Audiovisual. En canvi el Ministeri no va exigir que Veo Televisión SA i Prisa TV tanquèssin els seus canals Tienda en Veo i Canal Club, respectivament, a causa que feien servir només quatre canals, comptant el canal de telebotiga. Tienda en veo va tancar el desembre, quan es va crear 13 TV i Canal Club va plegar l'1 d'abril del mateix any, i va ser substituït pel canal La Tienda en Casa, de continguts similars i que finalment va plegar el 31 de desembre de 2012 i reemplaçat per Nueve, el canal de Mediaset España.
L'1 d'abril 2011 va ser substituït pel canal La Tienda en Casa, de similars continguts. L'1 de juliol de 2011 el canal va tornar a l'oferta de Canal+ al dial 29. Canal Club de Distribución, Ocio y Cultura S.L. una empresa conjunta entre El Corte Inglés (75% d'accions) i Prisa TV (25% d'accions) produeix la telebotiga.